# Смирнов, Михаил Евгеньевич
Михаи́л Евге́ньевич Смирно́в (6 ноября 1925 года, дер. Гольцово — 28 июля 1944 года) — командир отделения 787-го стрелкового полка 222-я стрелковой дивизии 33-й армии 3-го Белорусского фронта, сержант, Герой Советского Союза.

## Биография
Родился 6 ноября 1925 года в деревне Гольцово ныне Сусанинского района Костромской области в семье крестьянина. Окончил 6 классов школы, работал в колхозе.
В январе 1943 года был призван в ряды Красной Армии.
23 июня 1944 года сержант Смирнов со своим отделением преодолел реку Проня у деревни Головичи в Горецком районе Могилёвской области, уничтожил две пулемётные точки и забросал гранатами дзот. При дальнейшем наступлении к Днепру, в боях за деревню Дрочково, пленил немецкого офицера и пятерых солдат.
При захвате плацдарма севернее города Шклова был смертельно ранен, умер 28 июля 1944 года.
Звание Героя Советского Союза было присвоено 24 марта 1945 года посмертно.

## Награды и звания
- Медаль «Золотая Звезда» Героя Советского Союза (24.03.1945);
- орден Ленина;
- орден Славы 3 степени.

## Память
- Именем Михаила Смирнова названа школа в Сусанинском районе Костромской области.